# Ilex tonii
Ilex tonii är en järneksväxtart som beskrevs av Cyrus Longworth Lundell. Ilex tonii ingår i släktet järnekar, och familjen järneksväxter. Inga underarter finns listade i Catalogue of Life.